# Marcel Otto-Bruc
Matthieu Marcel Otto-Bruc (ur. 23 grudnia 1922 w Monako, zm. 2003) – francuski strzelec, olimpijczyk. 
Brał udział w Letnich Igrzyskach Olimpijskich 1960 (Rzym). Startował w kwalifikacjach trapu, których jednak nie przeszedł.
Mistrz Europy.